# Nassarius moolenbeeki
Nassarius moolenbeeki is een slakkensoort uit de familie van de Nassariidae. De wetenschappelijke naam van de soort is voor het eerst geldig gepubliceerd in 1995 door Kool.